# Vivo para matarte
Vivo para matarte es una película italiana del año 1968 dirigida por Camillo Bazzoni, y enmarcada dentro del subgénero del spaghetti western. El director la filmó bajo el pseudónimo de Alex Burks.

## Argumento
Unos bandidos roban una manada de caballos de la familia Sturges. Mike, el hijo mayor, y su hermano Roy, deciden partir en busca de los ladrones. Inesperadamente, los dos jóvenes son acusados por un sheriff corrupto de robar el oro de un tren, y, tras el consecuente proceso, son encarcelados y condenados a los trabajos forzados. El pequeño Roy no resiste a los malos tratos de la cárcel y muere. Mike, al contrario, consigue escapar y decide buscar a los malhechores para vengarse...

## Reparto
Steve Reeves - Mike Sturges
Wayde Preston - Marlin Mayner
Guido Lollobrigida - Harry, el Ayudante del Sheriff
Domenico Palmara - el Sheriff Max Freeman
Silvana Venturelli - Ruth Harper
Nello Pazzafini - Bill Savage
Giovanni Ivan Scratuglia - Roy Sturges
Rosalba Neri - Encarnación
Spartaco Conversi - Bobcat Bates
Franco Balducci - Mason
Bruno Corazzari - Shorty
Franco Fantasia - Castleman
Aldo Sambrell - el Cazarrecompensas Mejicano
Silvan Bacci - Felicias
Mario Maranzana - Naco, el del salón
Emma Baron Cerlesi - la Sra. Sturges
Enzo Fiermonte - Baldy Morris